# Italia de Tunis
L'Italia de Tunis (arabe : إيطاليا تونس) est un club tunisien de football fondé en 1926 par les Italiens qui vivent en Tunisie et basé dans la capitale, Tunis. Il disparaît en 1956 avec l'indépendance de la Tunisie.
C'est un club historique dans le pays car c'est le seul club à avoir gagné la coupe d'Afrique du Nord et le seul à avoir joué le carré d'or dans cette compétition.

## Histoire
À partir des années 1910, les équipes de football sont créées sur fond de communautarisation et toutes les communautés possèdent leurs équipes : les musulmans soutiennent les éphémères Stade africain et Comète Club, les Maltais le Red Star et le Melita Sports, les Italiens le Sporting Club de Tunis et l'Italia, les Français l'Avant-garde de Tunis, le Stade gaulois ou encore le Club des pères blancs, futur Lutins de Tunis.
Dans les années 1930, l'Italia de Tunis devient l'une des meilleures équipes tunisiennes. Elle est même la première à obtenir un titre international en 1936, en brandissant la coupe d'Afrique du Nord.
Quatre fois champion de Tunisie, après le premier sacre en 1932, le club remporte un triplé consécutif de 1935 à 1937 et une coupe de Tunisie en 1936, en réalisant cette même année le doublé national et un triplé historique en y ajoutant un titre international (coupe d'Afrique du Nord).

## Palmarès
| National | International                                      |
| --- | -------------------------------------------------- |
| - Championnat de Tunisie (4) : - Champion : 1932, 1935, 1936, 1937 - Coupe de Tunisie (1) : - Vainqueur : 1936 | - Coupe d'Afrique du Nord (1) : - Vainqueur : 1936 |

## Records
- Seul club tunisien à avoir gagné la coupe d'Afrique du Nord ;
- Seul club tunisien à avoir réalisé le triplé (championnat, coupe de Tunisie et coupe d'Afrique du Nord) ;
- Premier club tunisien à avoir gagné un titre international ;
- Premier club tunisien à avoir réalisé un triplé de titres en une saison ;
- Premier club tunisien à avoir gagné trois championnats consécutifs de la LTFA.